# Hemibarbus umbrifer
Hemibarbus umbrifer és una espècie de peix d'aigua dolça de la família dels ciprínids i de l'ordre dels cipriniformes.

## Morfologia
Els mascles poden assolir els 18,9 cm de longitud total.

## Distribució geogràfica
Es troba a Àsia, on és endèmic de la conca del Xi Jang.